# Партия социалистическо-республиканского союза
Партия социалистическо-республиканского союза (исп. Partido de la Unión Republicana Socialista, PURS) — бывшая консервативная политическая партия в Боливии, образованная в 1946 году.

## История
Партия социалистическо-республиканского союза (ПСРС) была образована 10 ноября 1946 года в Боливии после объединения Социалистической республиканской (Республиканско-социалистической) партии, Истинной республиканской партии, Объединённой социалистической партии и Независимой социалистической партии.
Несмотря на название, партия на самом деле была консервативной. Она представляла собой последнюю попытку традиционного политического истеблишмента Боливии противостоять силам массового популизма и социализма. Возглавляемая Энрике Эрцогом, Франсиско Ласкано Сорука, Вальдо Бельмонте Пулом и Мамерто Урриолагоитиа Харриагу, партия пыталась, в частности, возродить позицию и популярность старого крыла сааведристов Республиканской партии. Она выступала на антикоммунистических и антифашистских принципах, за свободное предпринимательство, что в первую очередь интерпретировалось как оппозиция Националистическому революционному движению.
Партия социалистическо-республиканского союза участвовала во всеобщих выборах 1947 и 1951 годов. В 1947 году Эрцог был избран президентом республики, а Урриолагоитиа — его вице-президентом и впоследствии занял пост президента, когда Эрцог был вынужден уйти в отставку по состоянию здоровья.
На выборах 1951 года Габриэль Госальвес баллотировался от ПСРС, но получил гораздо меньше голосов, чем победитель Виктор Пас Эстенссоро. ПСРС поддержала военный переворот, последовавший за выборами, чтобы помешать Пасу стать президентом.
После этого партия больше никогда не приближалась к тому, чтобы снова прийти к власти. Хотя номинально она продолжала существовать до начала 1970-х годов, она стала малоактивной после 1952 года.
На выборах 1966 года ПСРС был составной частью Демократического институционального альянса, а Эрцог был кандидатом в президенты от коалиции. Он набрал лишь 1,13 % и занял последнее 6-е место
В 1978 году ПСРС входила в альянс Националистический народный союз и поддерживала его кандидата Хуана Переду.

## Участие в выборах

### Президентские выборы
| Год  | Кандидат                                                             | Голоса     | Голоса  | Результат    |
| Год  | Кандидат                                                             | Количество | %       | Результат    |
| ---- | -------------------------------------------------------------------- | ---------- | ------- | ------------ |
| 1947 | Энрике Эрцог                                                         | 44 077     | 47,22 % | Победа       |
| 1951 | Габриэль Госальвес                                                   | 40 381     | 32,0 %  | Поражение    |
| 1966 | Энрике Эрцог (в составе Демократического институционального альянса) | 11 400     | 1,1 %   | Поражение    |
| 1978 | Хуан Переда (в альянсе Националистический народный союз)             | 986 140    | 50,9 %  | Аннулировано |

### Парламентские выборы
| Год  | Голоса     | Голоса | Голоса | Палата депутатов | Палата депутатов | Сенат        | Сенат |
| Год  | Количество | %      | ±      | Количество       | ±                | Количество   | ±     |
| ---- | ---------- | ------ | ------ | ---------------- | ---------------- | ------------ | ----- |
| 1947 |            |        |        | 45 из 111        | +13              | 14 из 27     | +14   |
| 1949 |            |        |        | 56 из 111        | +11              | 14 из 27     | ▬     |
| 1966 | 11 400     | 1,1 %  |        | 0 из 111         | ▬                | 0 из 27      | ▬     |
| 1978 | 986 140    | 50,9 % |        | Аннулировано     | ▬                | Аннулировано | ▬     |